# Шмарье-при-Елшах
Шмарье-при-Елшах (словен. Šmarje pri Jelšah; нем. Sankt Marein bei Erlachstein) — город в статистическом регионе Савиньска в 20 км от Целе и 80 км от столицы Любляны. Административный центр одноименного округа (общины).

## Описание
Город расположен на дороге из Целе в Рогашку Слатину на берегах реки Шмарьски Поток.
В городе находятся несколько административных организаций, необходимых для функционирования муниципалитета и области: мэрия (община), суд, отдел социального страхования, полиция, административное управление.

#### Торговля
Здесь расположены крупные супермаркеты: Hofer, DM, Tuš, Jager, Spar, Merkator. Существует множество небольших магазинов, торгующих продуктами питания, электроникой, фермерской, садовой и бытовой техникой, одеждой и цветами. Действует аптека сети Celjske Lekarne. На окраинах города — автозаправки Shell и Petrol.

#### Общепит
Рестораны:
- Krpan — словенская и европейская кухни
- Noni — пиццерия
- Lipnik — пиццерия и пивоварня
- Zadrużnik — фермерский кооперативный ресторан (столовая)

Также существуют многочисленные кафе.

#### Образование и культура
В городе есть школа, дом культуры с кинозалом и библиотекой. На центральной площади (Aškercev trg) проводятся многочисленные ярмарки, фестивали и концерты. Ежегодно во второй половине июня происходит фестиваль Šmarska Noč.

#### Спорт
В городе существует футбольный клуб Шмарье-при-Елшах, выступающий в Межобщинной Лиге Целе, четвертом дивизионе футбольного чемпионата в Словении. Есть стадион и баскетбольная площадка.

## Достопримечательности
- Церковь Святого Рока и кальвария.
- Дворец Елшинград.
- Церковь Успения Святой Марии.
- Музей барокко, хранящий оригинальные статуи, снятые из часовен кальварии церкви Святого Рока.

## Галерея

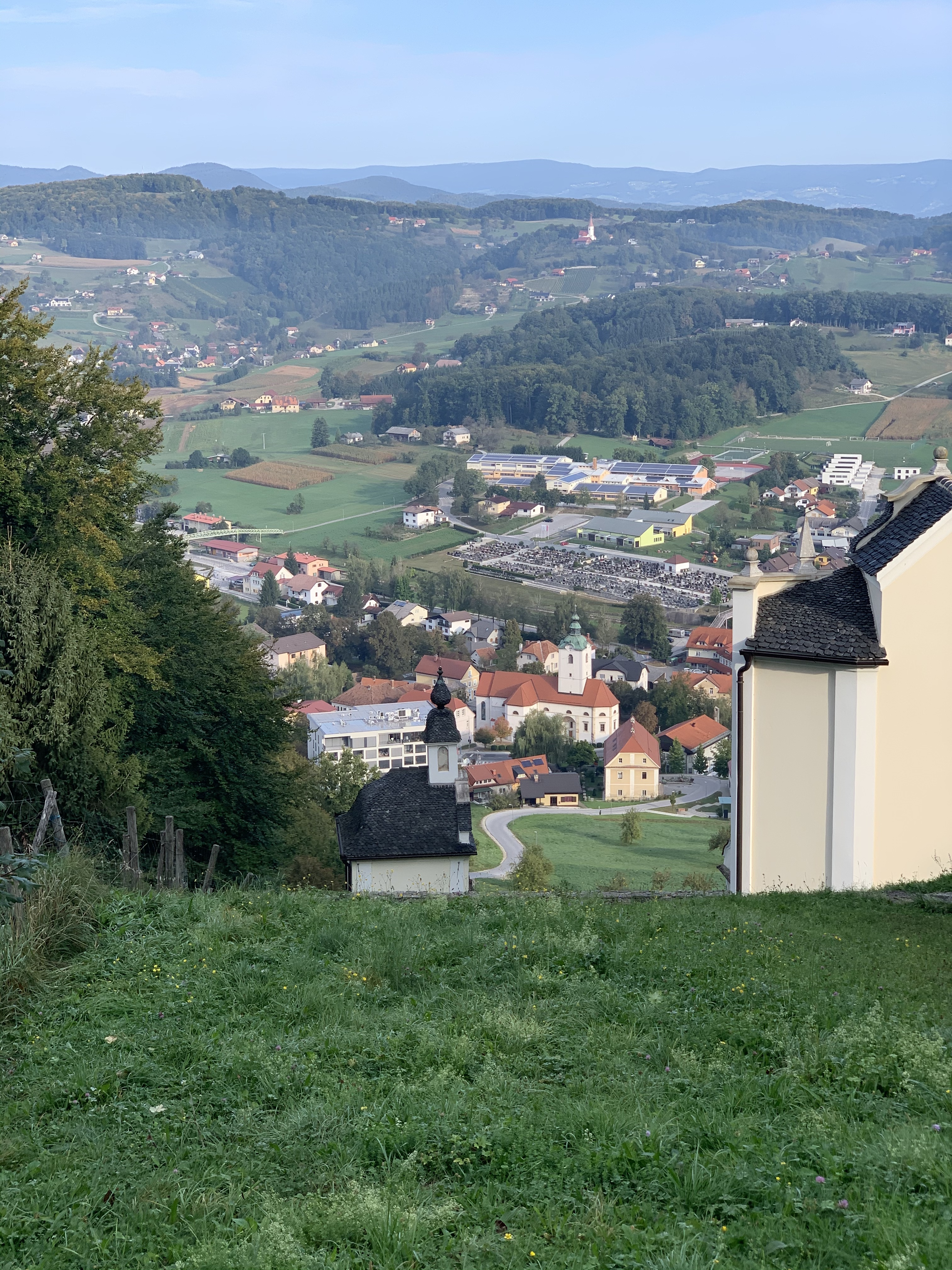
Вид на центр Шмарье-при-Елшах.
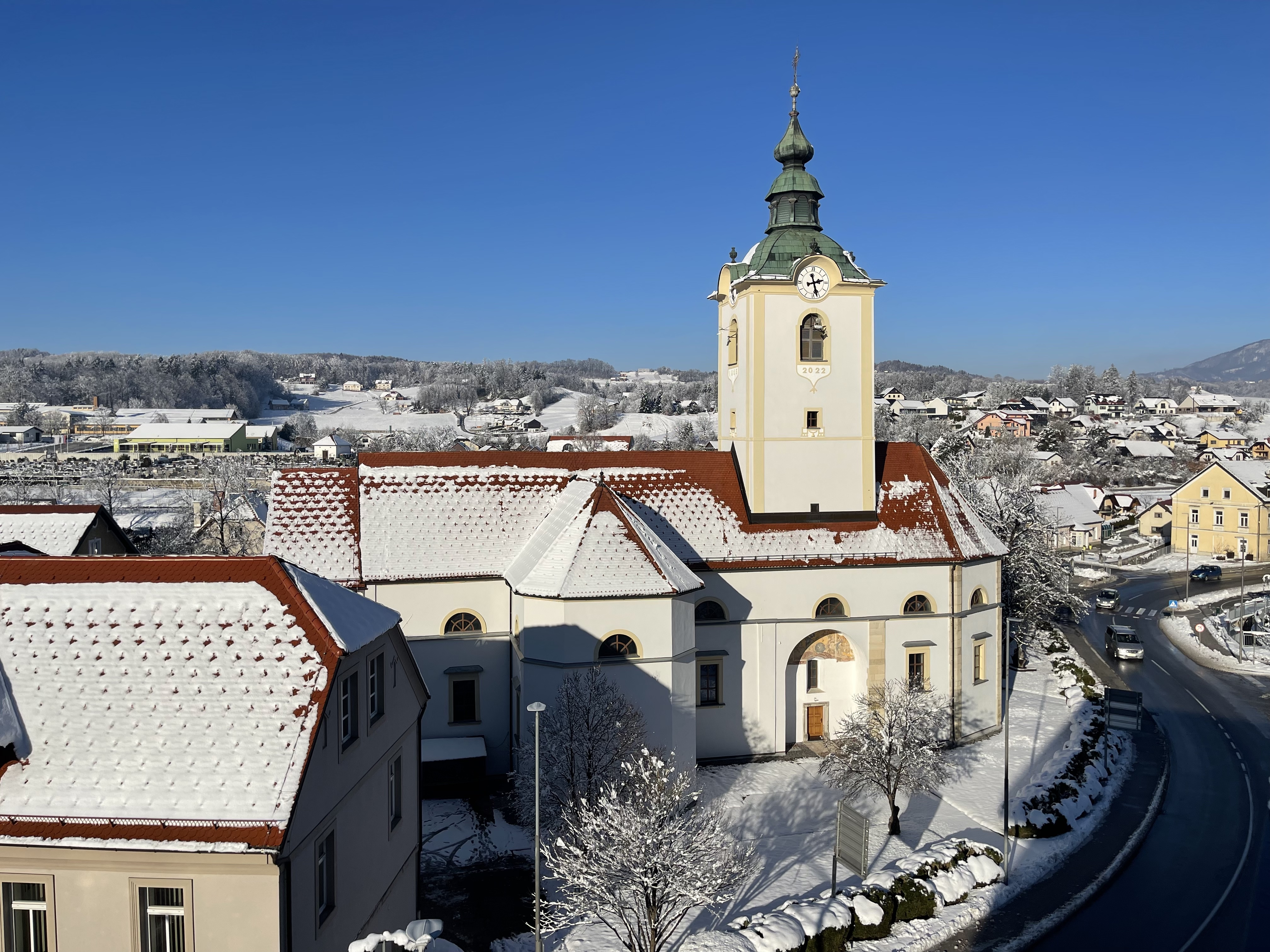
Церковь Успения Святой Марии
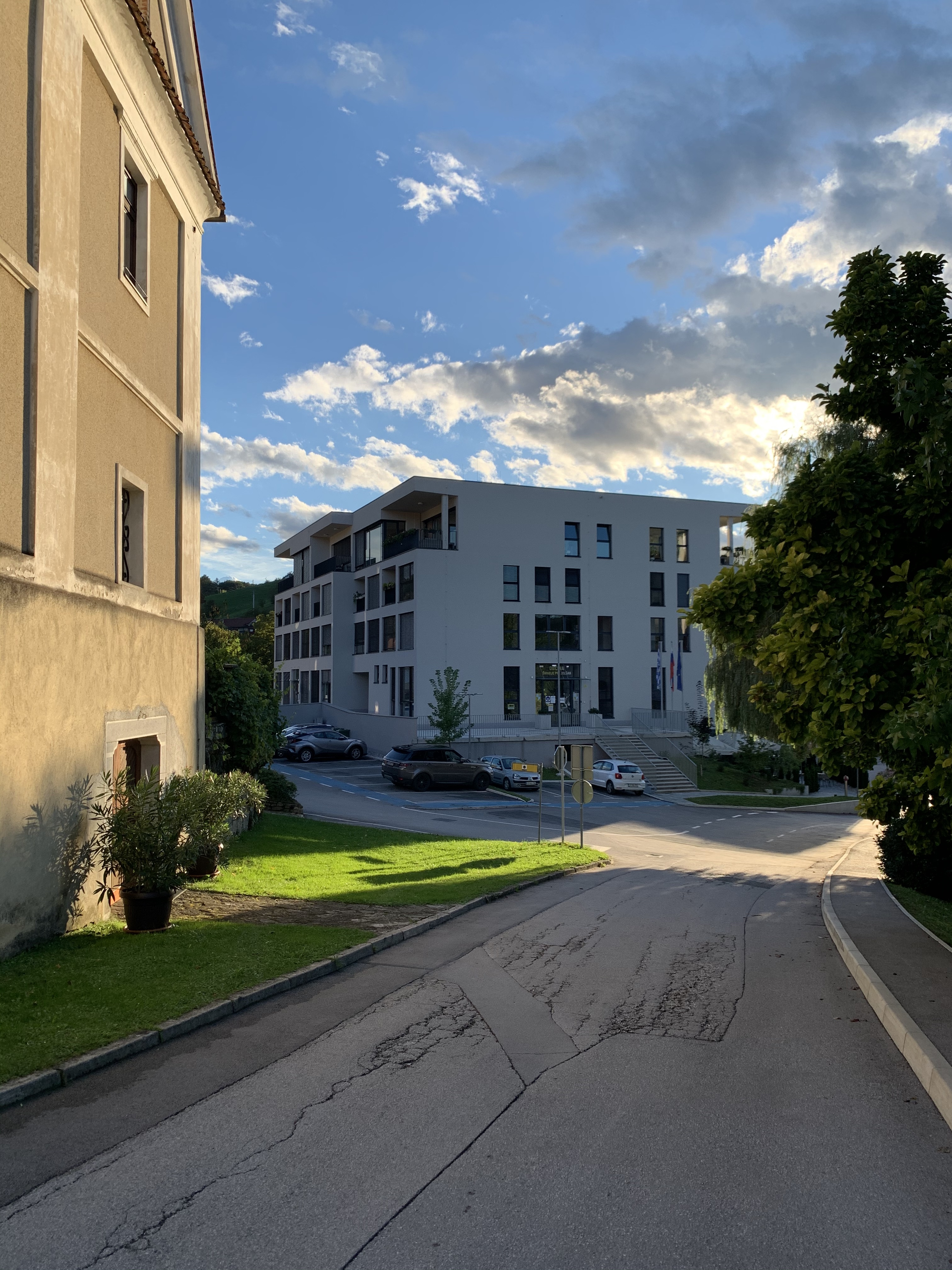
Здание "Шмарьски Храм",  где находятся мэрия, отдел соцстрахования и жилые апартаменты.
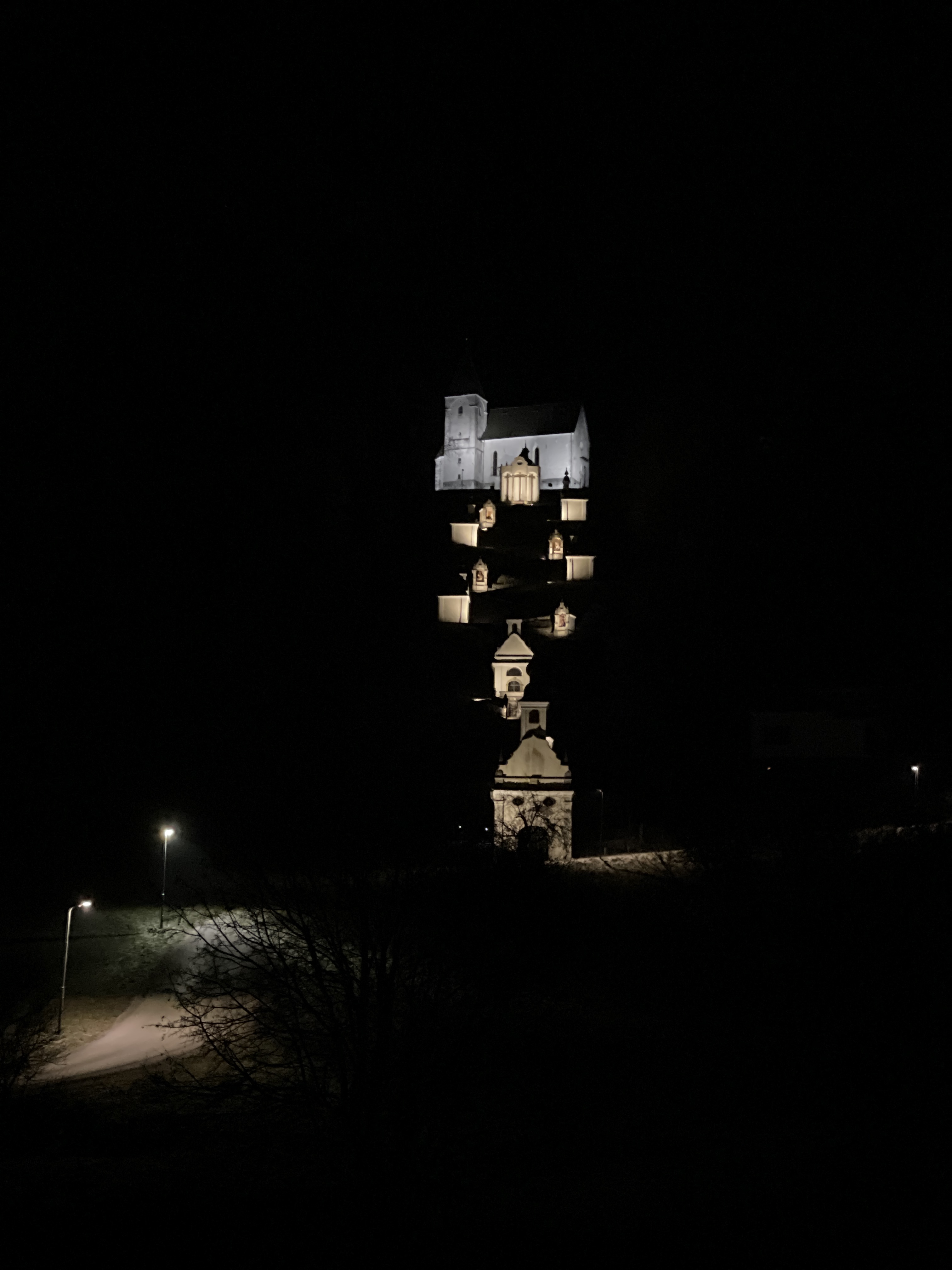
Ночная подсветка кальварии.
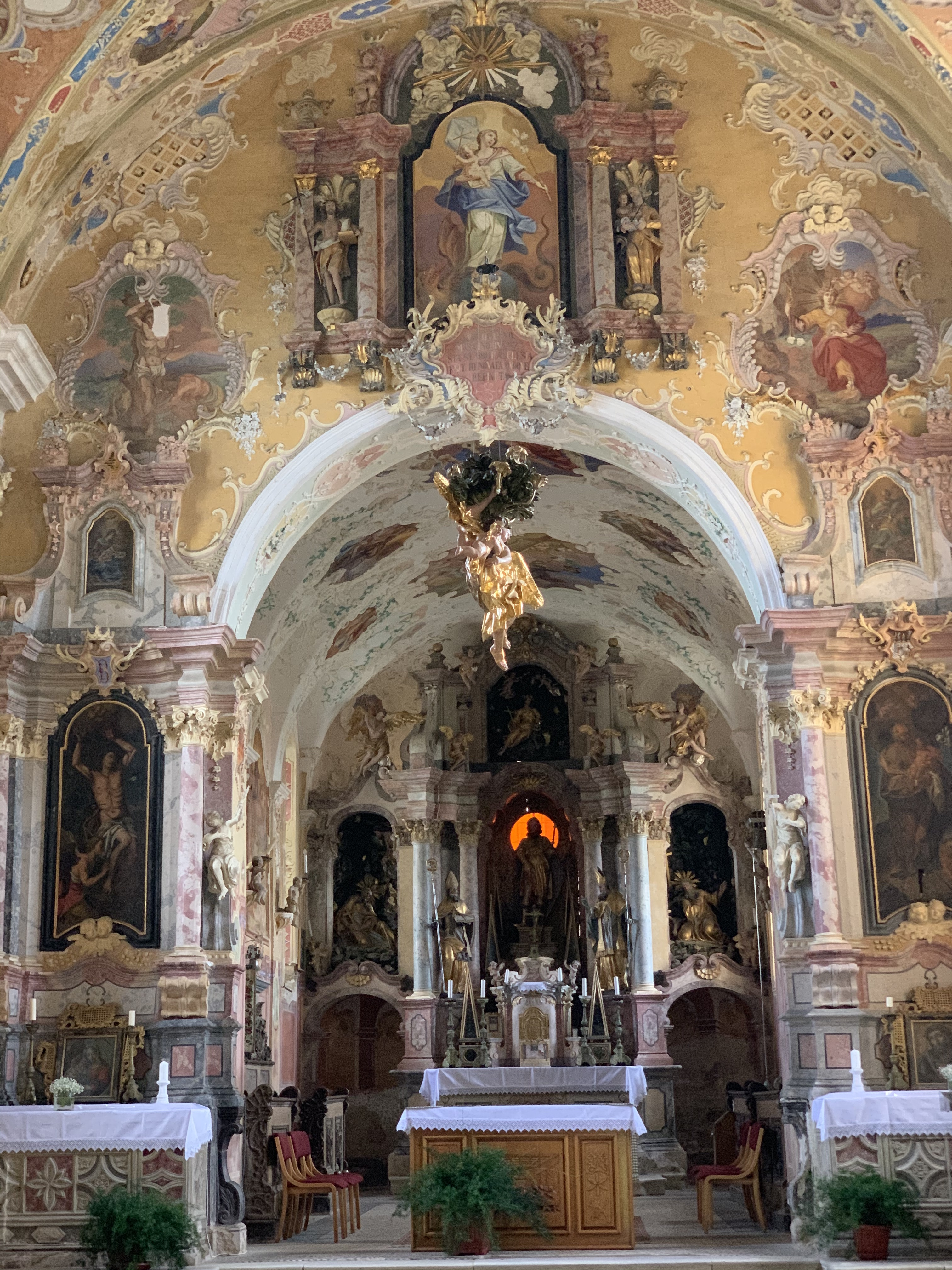
Алтарь церкви Св. Рока.
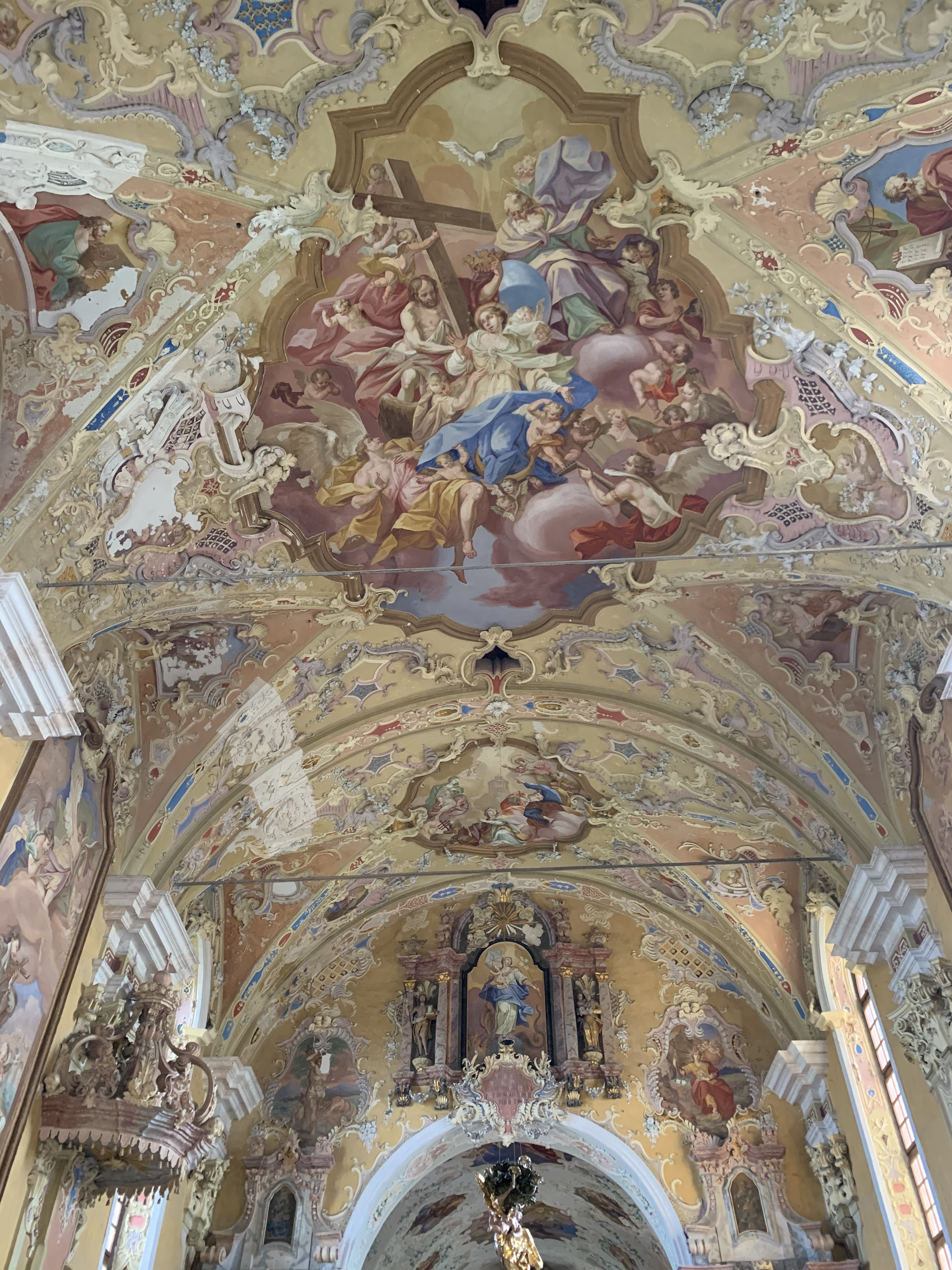
Потолок церкви Св. Рока.
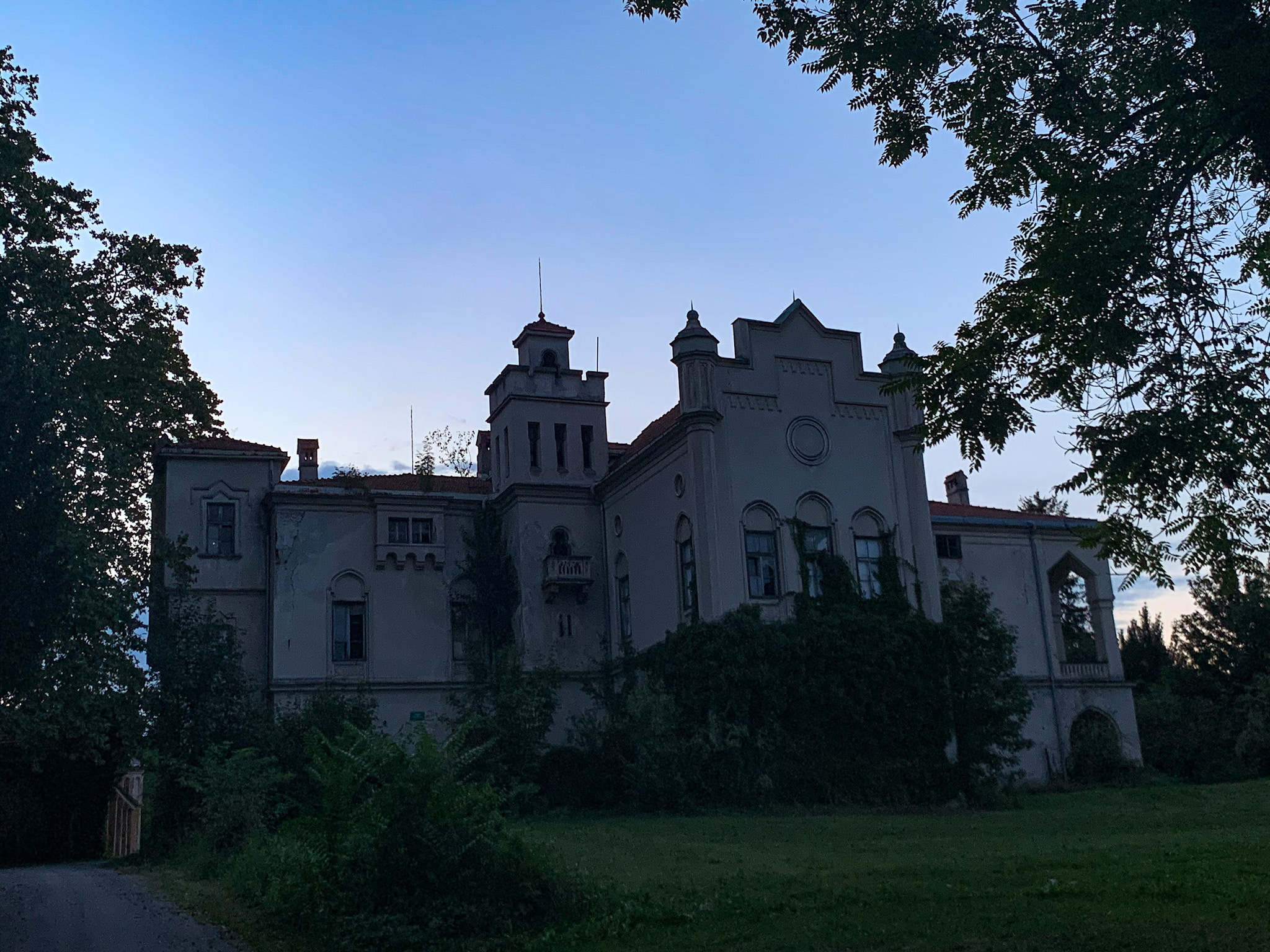
Дворец Елшинград ночью.
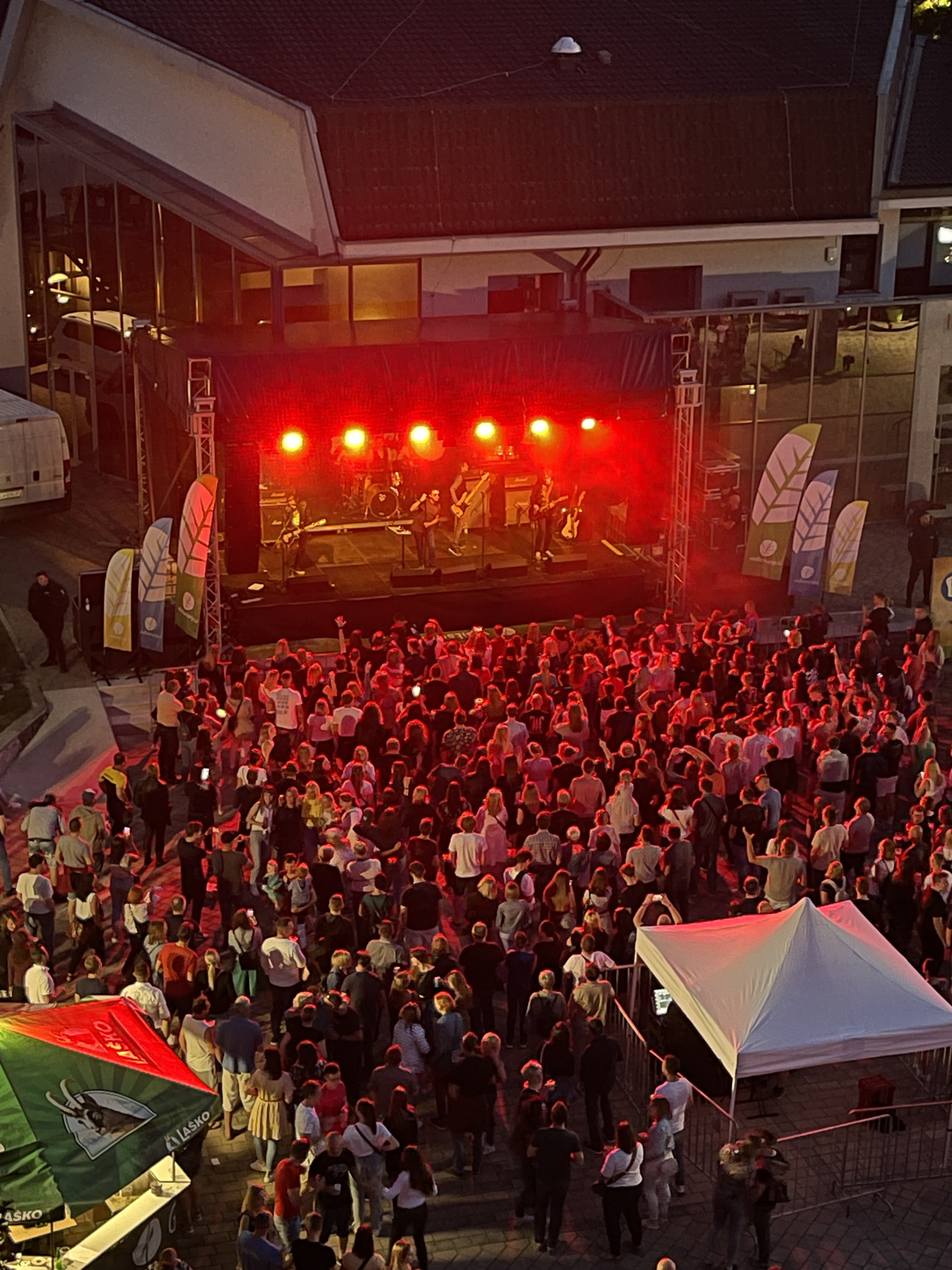
Концерт Big Foot Mama на центральной площади города, июнь 2022 г.
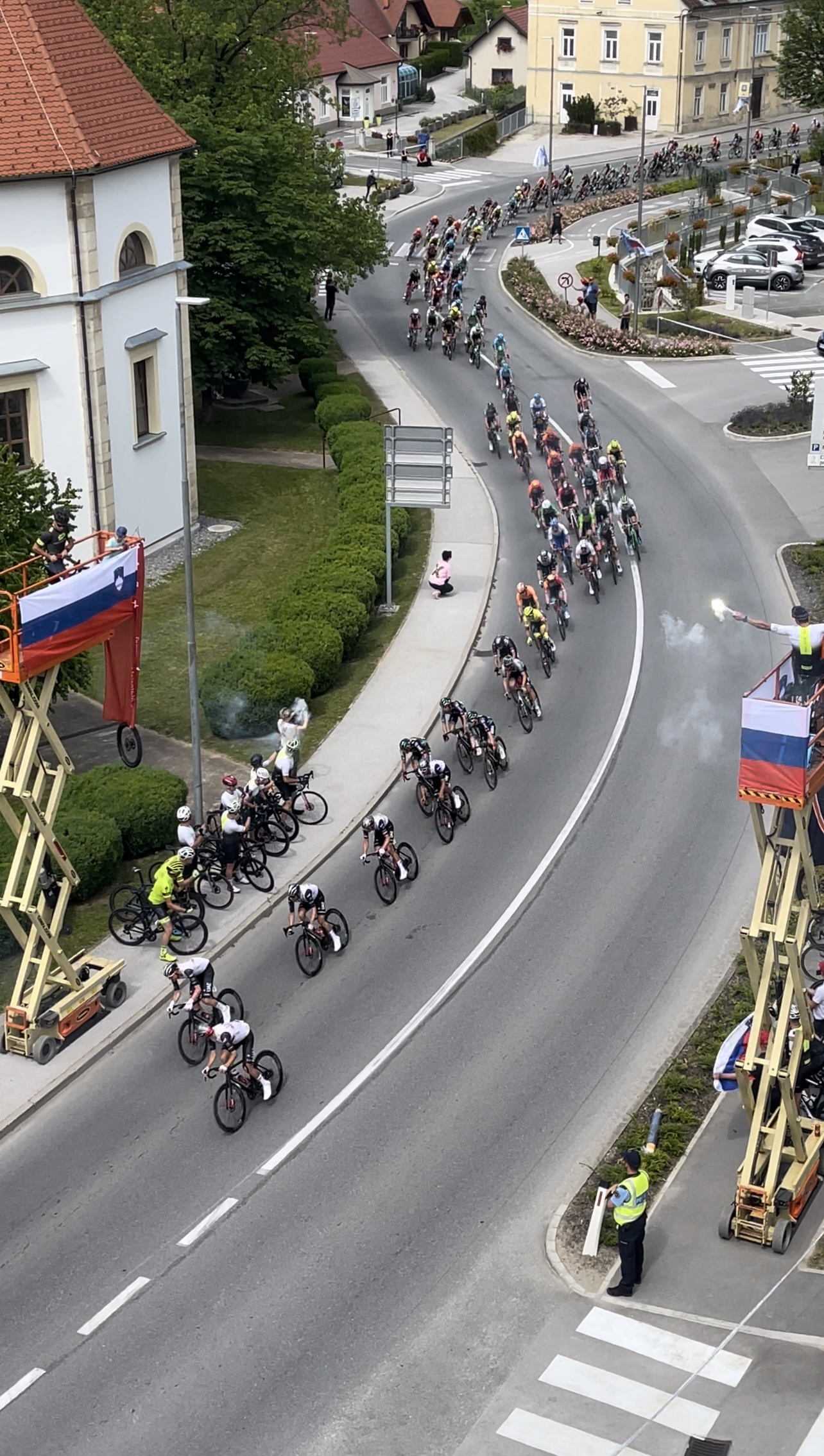
Пелотон проходит по центру Шмарья-при-Елшах в первый день Тура Словении, 14 июня 2023 г.